# Cuvieria carisochroma
Cuvieria carisochroma is een hydroïdpoliep uit de familie Dipleurosomatidae. De poliep komt uit het geslacht Cuvieria. Cuvieria carisochroma werd in 1807 voor het eerst wetenschappelijk beschreven door Péron. 